# Buchs (Sankt Gallen)
Buchs és un municipi del cantó de San Gallo (Suïssa), situat al districte de Werdenberg.